# Dietkirchener Hof

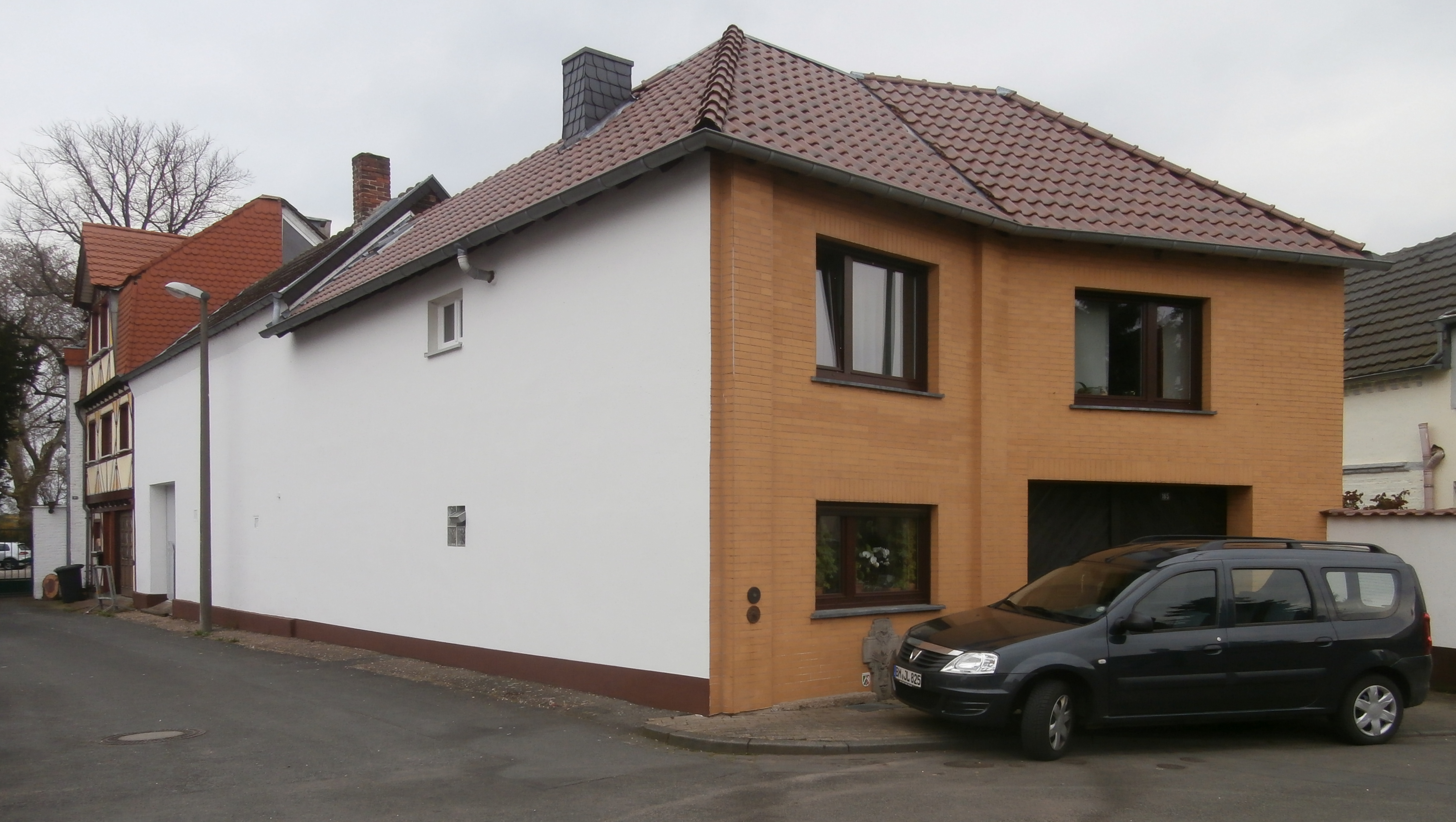
Dietkirchener Hof, Ansicht von der Rheinstraße (2014)

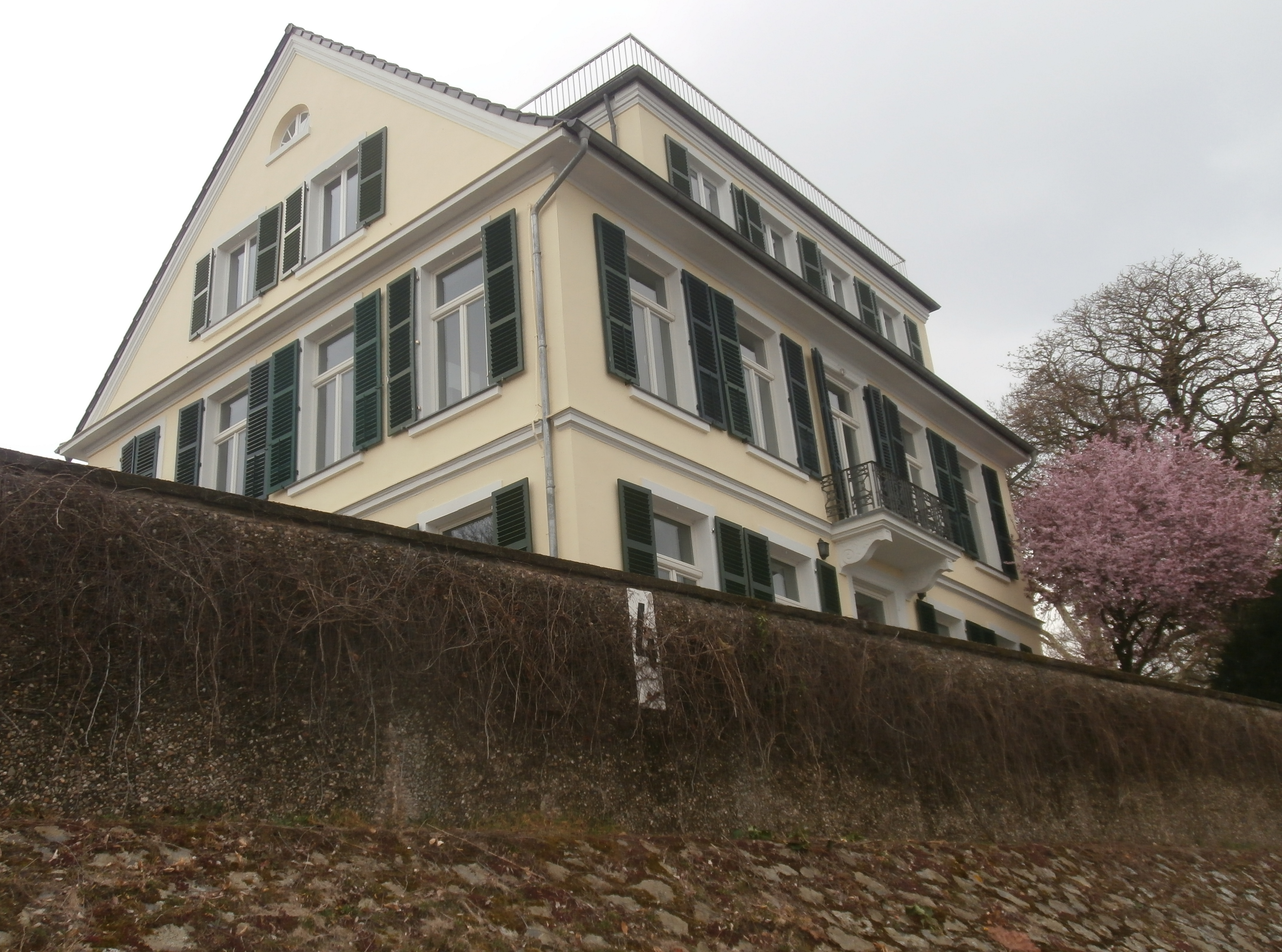
Herrenhaus von 1872, Ansicht vom Rheinufer (2014)

Der Dietkirchener Hof (auch Alter Fronhof) ist eine Hofanlage in Urfeld, einem Ortsteil der Stadt Wesseling im nordrhein-westfälischen Rhein-Erft-Kreis. Sie befindet sich oberhalb des Rheinufers an der Rheinstraße (Hausnummern 161–165) am nördlichen Ende des Ortsteils. Die Hofanlage mit einem Herrenhaus aus dem Jahre 1872 steht als Baudenkmal unter Denkmalschutz.

## Geschichte
Der Dietkirchener Hof war ursprünglich ein Fronhof des Klosters und späteren Stiftes Dietkirchen in Bonn. Urkundlich in Erscheinung trat er erstmals im hohen Mittelalter (datiert 1113). Im 18. Jahrhundert entstand mit dem Wirtschaftsgebäude der älteste erhaltene Teil der Hofanlage, 1872 wurde zum Rheinufer hin das Herrenhaus (Rheinstraße 161) errichtet.
Von 1933 bis 1938/39 war der Dietkirchener Hof als Kibbuz ein Hachschara-Zentrum zur Vorbereitung jüdischer Jugendlicher auf die Auswanderung nach Palästina. Es trug den Namen Kibbuz Bamaaleh („Bamaaleh“=im Aufstieg), befand sich in Trägerschaft des zionistischen Weltverbands Hechaluz und wurde von dem jüdischen Textilfabrikanten Arthur Stern – ursprünglich gemeinsam mit der Reichsregierung – finanziert. Hier wohnten und arbeiteten etwa 50–70 Jugendliche – bis Anfang 1938 über 18-Jährige, anschließend 15–17-Jährige – die in benachbarten Bauernhöfen landwirtschaftliche und handwerkliche Kenntnisse erwarben.  Am 10. November 1938, dem Tag nach der Reichspogromnacht, wurde der Kibbuz von SA-Männern angegriffen und verwüstet. Die Bewohner mussten danach eine Art Spießrutenlauf durch die auf sie einschlagenden SA-Schergen absolvieren, wobei sich eine Bewohnerin, Daisy Gronowski, wehrte, einem SA-Mann das Messer entrang und ihm damit einen Stoß versetzte, der ihn ohnmächtig werden ließ.
Nach dem Zweiten Weltkrieg erwarb die Gemeinde den Dietkirchener Hof, und bis zum 1. April 1951 richtete hier das Königreich der Niederlande die Residenz seiner Botschaft, den Wohnsitz des Botschafters in der Bundesrepublik Deutschland am Regierungssitz Bonn, ein. Nachdem die Residenz 1967/68 nach Bonn verlegt worden war, diente die Hofanlage der Botschaft des Königreichs Schweden als Residenz. Im Zuge der Verlegung des Regierungssitzes zog die schwedische Botschaft 1999 nach Berlin um, die offizielle Verabschiedung in der Residenz fand am 7. Juni statt. Anschließend wurde der Dietkirchener Hof von 2000 bis 2002 umfassend saniert, das Herrenhaus sowie Remise und Torhaus wurden dabei in Eigentumswohnungen aufgeteilt.
Die Eintragung der Hofanlage in die Denkmalliste der Stadt Wesseling erfolgte am 22. Dezember 1988. An der Hauswand des Gebäudes Rheinstraße 165 ist ein Wegekreuz eingelassen, das ebenfalls als Baudenkmal unter Denkmalschutz steht. Zu dem Hof gehört auch eine umfangreiche Parkanlage (etwa 0,4 Hektar), die teilweise unter Landschaftsschutz steht.